# Christiane Durand
Christiane Durand (née en 1948 à Albi) est une artiste française, qui vit et travaille à Paris depuis 1973, et dont les œuvres sont visibles à Paris, à la galerie Darthea Speyer et à l'hôtel Park-Hyatt Vendôme.

## Expositions

### Principales expositions personnelles
1978-1979
- Cité internationale des arts, Paris

1980
- Galerie Maïer-Hahn, Düsseldorf, Allemagne

1981
- Galerie Divergence, Metz
- Kunstverein, Bochum, Allemagne
- Galerie l'Œil, Forbach

1982
- Centre culturel de l'Abbaye des Prémontrés, Pont-à-Mousson

1985
- Galerie Polaris, Paris

1986
- Centre culturel franco-italien, Turin, Italie

1991
- Galerie Darthea Speyer, Paris

1993
- Institut français, Aix-la-Chapelle, Allemagne
- Centre Bradford, Aussillon
- Institut français, Mayence, Allemagne

1994
- Galerie Darthea Speyer, Paris
- Galerie Geiselhart, Reutlingen, Allemagne

1995
- Sala d'exposicions de la Pl. Sant Joan, Lleida, Espagne

1996
- Galerie du Kulturamt, Sarrebruck, Allemagne

1997
- Galerie Darthea Speyer, Paris

1998
- Centre Bradford Aussillon, intervention avec "Misonorme"

2001
- Galerie de l'Institut français de Hambourg, Allemagne
- Galerie Darthea Speyer, Paris

2003
- Galerie Darthea Speyer, Paris

2005
- Galerie Darthea Speyer, Paris, Conversations
- Centre de recherche et d'action culturelle, Valence, Conversations

2008
- Galerie Darthea Speyer, Paris, Sculptures exquises

### Principales expositions collectives
1979
- "Salon des réalités nouvelles", Paris,
- Cité internationale des arts, Paris
- "Travaux sur papier, objets", Villeparisis

1980
- "Actualités du dessin", Maison de la culture, Grenoble
- "Sélection Gildo Caputo", Sabbioneta, Italie
- "Salon éclaté", Paris

1981
- "Gdansk 82" Fondation nationale des arts graphiques et plastiques, Paris

1983
- "Deuxième Convergence-Jeune Expression", Grand Palais, Paris
- Grand Prix international d'art contemporain, Monte-Carlo
- "Perspective Œil 83", Sarrebruck, Allemagne
- Galerie Breteau, Paris

1984
- "Tutti-Frutti", galerie Maier-Hahn, Düsseldorf, Allemagne
- "l984" Exposition internationale Conseil de l'Europe, Strasbourg, Bruxelles, Sarrebruck, Liège, Metz, Luxembourg, Venlo

1985
- "La Liberté", galerie Breteau, Paris

1989
- "Première biennale internationale Jeune Peinture", Cannes et Gérone (Espagne)

1991
- Galerie Darthea Speyer, Paris

1992
- Exposition Sade, galerie Cimaise et Portique, Albi
- "Christane Durand, Ed Paschke, Visvanadhan", Galerie Darthea Speyer, Paris

1994
- Works by Women Artists selections from the William and Uytendale Scott Memorial Study Collection Part 2, Bryn Mawr College, Bryn Mawr (Pennsylvanie), États-Unis
- Crayon, fusain et plume, galerie Darthea Speyer, Paris

1995
- Carte blanche, Caisse d'épargne Midi-Pyrénées, Toulouse
- Bestiaire, galerie Darthea Speyer, Paris

1996
- Deuxième regard, Rabastens
- Peintres de la galerie Darthea Speyer, The Athens Gallery, Athènes, Grèce

1997
- Salon de Mai, Paris

1998
- Les 30 ans de la Galerie Darthea Speyer, Paris

1999
- Galerie Darthea Speyer, Paris

2000
- Galerie Darthea Speyer, Paris

2002
- Galerie Darthea Speyer, Paris

2003
- Galerie Darthea Speyer, Paris

### Principales collections
1982
- Centre culturel de l'Abbaye des Prémontrés, Pont-à-Mousson

1983
- Fonds national d'art contemporain, Paris

1984
- Sammlung Helmut Klinker, Museum de Bochum, Allemagne

1986
- Centre franco-italien, Turin, Italie

1993
- Institut français de Mayence, Allemagne
- Institut français d’Aix-la-Chapelle, Allemagne

1994
- William and Uytendale Scott Memorial Study Collection Bryn Mawr College, Bryn Mawr (Pennsylvanie), États-Unis
- Regierungspraisidium, Tübingen, Allemagne

1995
- Artothèque du lycée Jean-Jaurès, Albi
- Fondation Colas, Paris

2002
- Hôtel Park Hyatt Paris-Vendôme, Paris